# Moarna
Moarna är en bebyggelse i Tvååkers socken i Varbergs kommun, Hallands län belägen en kilometer väster om Tvååker och strax väster om E6. Bebyggelsen avgränsades före 2018 i två småorter som avskiljdes av länsväg 153., Moarna, norra delen som fanns från 2015 och den södra som fanns från 2005 och namnsatt till Moarna och Tvååker. Vid avgränsningen 2018 
avgränsades bebyggelsen till en gemensam bebyggelse som klassades som tätort som preliminärt gavs namnet Kullaberg och Tvååker innan den namnsattes till Moarna 

## Befolkningsutveckling
| Befolkningsutvecklingen i Moarna och Tvååker/Moarna 2005–2020 | Befolkningsutvecklingen i Moarna och Tvååker/Moarna 2005–2020 | Befolkningsutvecklingen i Moarna och Tvååker/Moarna 2005–2020 | Befolkningsutvecklingen i Moarna och Tvååker/Moarna 2005–2020 | Befolkningsutvecklingen i Moarna och Tvååker/Moarna 2005–2020 |
| ------------------------------------------------------------- | ------------------------------------------------------------- | ------------------------------------------------------------- | ------------------------------------------------------------- | ------------------------------------------------------------- |
|                                                               |                                                               |                                                               |                                                               |                                                               |
| År                                                            |                                                               |                                                               | Folkmängd                                                     | Areal (ha)                                                    |
| 2005                                                          | 2005                                                          |                                                               | 60                                                            | 16#                                                           |
| 2010                                                          | 2010                                                          |                                                               | 76                                                            | 17#                                                           |
| 2015                                                          | 2015                                                          |                                                               | 86                                                            | 34#                                                           |
| 2020                                                          | 2020                                                          |                                                               | 207                                                           | 63                                                            |
| Anm.: Växte 2020 samman med Moarna, norra delen # Som småort. |                                                               |                                                               |                                                               |                                                               |